# Joy (mannequin)
Pour les articles homonymes, voir Joy.
Joy (stylisé JOY), né Joseph Greenwood (ジョゼフ・グリーンウッド, Jozefu Gurīn'uddo) le 15 avril 1985 à Takasaki (Japon), est un mannequin, une personnalité de la télévision, un commentateur, un chanteur et un présentateur japonais. Il est représenté par Grick, et il est actuellement[Quand ?] le seul homme à être représenté par cette agence.
Il est né à Takasaki, dans la préfecture de Gunma. Son père est britannique et sa mère est japonaise de la préfecture de Gunma. Il est diplômé de l'école primaire municipale Terao de Takasaki, du lycée municipal Terao de Takasaki et de l'Université des sciences d'Okayama (système de communication). Sa sœur aînée Sophia est aussi un modèle.

## Biographie
Alors qu’il est l'Université des sciences d'Okayama (système de communication), il est présenté par sa sœur aînée, Sophia, au magazine MensEGG (dans la partie « livre blanc des collégiens du printemps et de l'été » en juin 2003). Il apparaît peu après en tant que membre des mannequins MensEGG à la partie « Qui est ton mari!? » du le spectacle de variétés Shabekuri 007 de Nippon TV, aux côtés de Tsubasa Masuwaka, en février 2009.
Il a montré une impression de Sei Hiraizumi et a recueilli l'attention. Quand il a plus tard joué le même programme, il est apparu comme "Joy Gundan" et la position a été inversée avec Naoki Umeda qui était alors le principal. Ses apparitions se sont déclenchées, appartenant à Bennu à partir du printemps de la même année, et ont fait une activité de talent à grande échelle à partir de l'automne.
Le 20 janvier 2010, il a également fait ses débuts en tant que chanteur avec l'unité "Naoki Umeda featuring Joy" avec le mannequin MensEGG Naoki Umeda. Il a ensuite été hospitalisé avec tuberculose pulmonaire en mars 2011. Il a été suspendu pour traitement médical, mais a annoncé sur son blog officiel qu’il avait quitté l’hôpital le 13 juin. Le 29 du même mois, son premier "programme de la couronne" Joynt! (Gunma Television) a commencé. Fort de son expérience antérieure dans la lutte contre les maladies en 2011, il a été nommé "Ambassadeur du Japon de Partenariat Halte à la tuberculose",. À partir de 2015, il a fait des apparitions régulières sur Go Go! Smile! (CBC Television). Au 1er avril 2016, il a transféré son bureau à Grick de Bennu. En février 2017, il remporte le plan de programme "Grand Prix de Sunshine Saito de la Deuxième Génération" de Downtown no Gaki no Tsukai ya Arahende!!